# Metopius mediterraneus
Metopius mediterraneus là một loài tò vò trong họ Ichneumonidae.